# 黄海明
黄海明（1907年—1991年9月1日），女，湖北枣阳人，中华人民共和国政治人物，曾任第三届全国人大代表，第五届全国政协委员。